# Lammassaari (ö i Norra Österbotten, Koillismaa, lat 65,71, long 29,34)
Lammassaari är en ö i Finland.   Den ligger i kommunen Kuusamo i den ekonomiska regionen  Koillismaa ekonomiska region  och landskapet Norra Österbotten, i den nordöstra delen av landet, 600 km norr om huvudstaden Helsingfors.